# Colotti Trasmissioni
La Colotti Trasmissioni è un'azienda italiana con sede a Modena che produce differenziali, trasmissioni e relativa componentistica meccatronica per autoveicoli.

## Storia
Valerio Colotti lavorò per la Ferrari tra la fine degli anni Quaranta e l'inizio degli anni Cinquanta e dopo aver progettato il telaio e la trasmissione della loro prima vettura la Ferrari 125 su progetto di Enzo Ferrari, Aurelio Lampredi e Gioacchino Colombo, Piero Ferrari chiese alla neonata Colotti Trasmissioni di costruire una replica esatta della Ferrari 125, con motore originale e disegni e progetti forniti dalla fabbrica di Maranello. La vettura originale andò perduta, mentre la attualmente risiede nel Museo Ferrari di Maranello.
La prima trasmissione commissionata alla Colotti fu nel 1958 per Rob Walker, da impiegare su una Cooper da Formula 1.

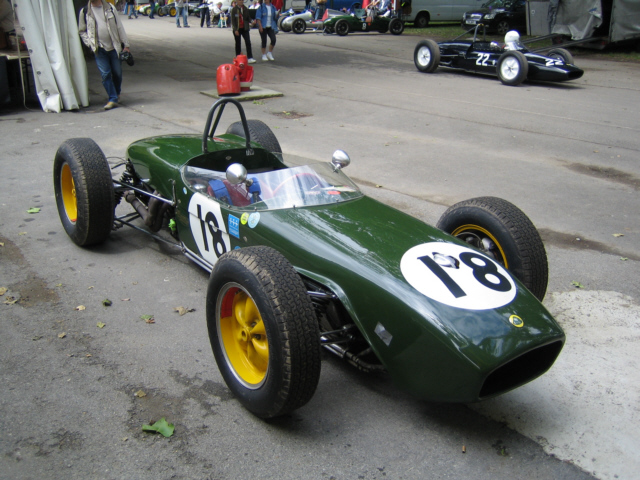
Lotus 18 dotata di cambio Colotti

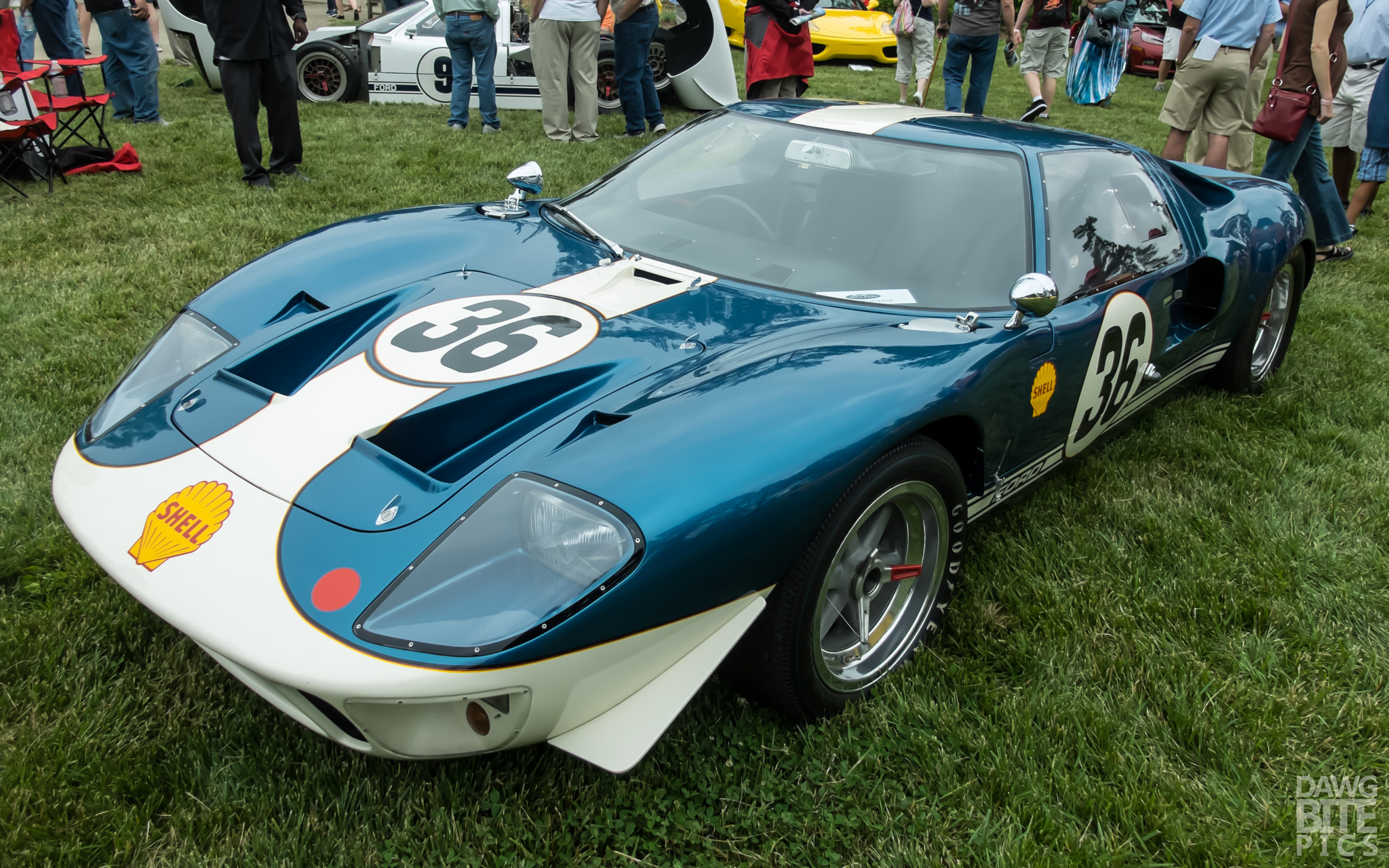
Le prime Ford GT40 avevano cambio Colotti

Rob Walker chiese anche alla Colotti di modificare la sospensione anteriore di due auto da competizione della Lotus appartenenti alla Rob Walker Racing. Con i nuovi regolamenti in Formula Uno  entrati in vigore per la stagione 1960, Colotti progettò e costruì due trasmissioni T.32 a 5 velocità e T.34  6 velocità transaxles che pesava meno di 35 kg ed erano adatti per motori da 1,5 litri montati in posizione centrale.
Negli anni 60 la Colotti, sviluppò e brevetto un nuovo differenziale chiamato Coppia-Frenata per limitare lo slittamento sui differenziali. Questo differenziale a slittamento limitato diventò molto utilizzato in Formula 1.
Nel 1962, Colin Chapman chiese a Colotti di progettare e costruire un cambio e differenziale per una vettura da utilizzare per la Indianapolis 500. Questo cambio T.37 a 4 velocità, venne usato sulla Lotus 29. Il T.37 fu utilizzato da Eric Broadley sulla Lola Mk6 e da Ford per la Ford GT40. Negli stessi anni sviluppo anche il cambio per la ATS 2500.

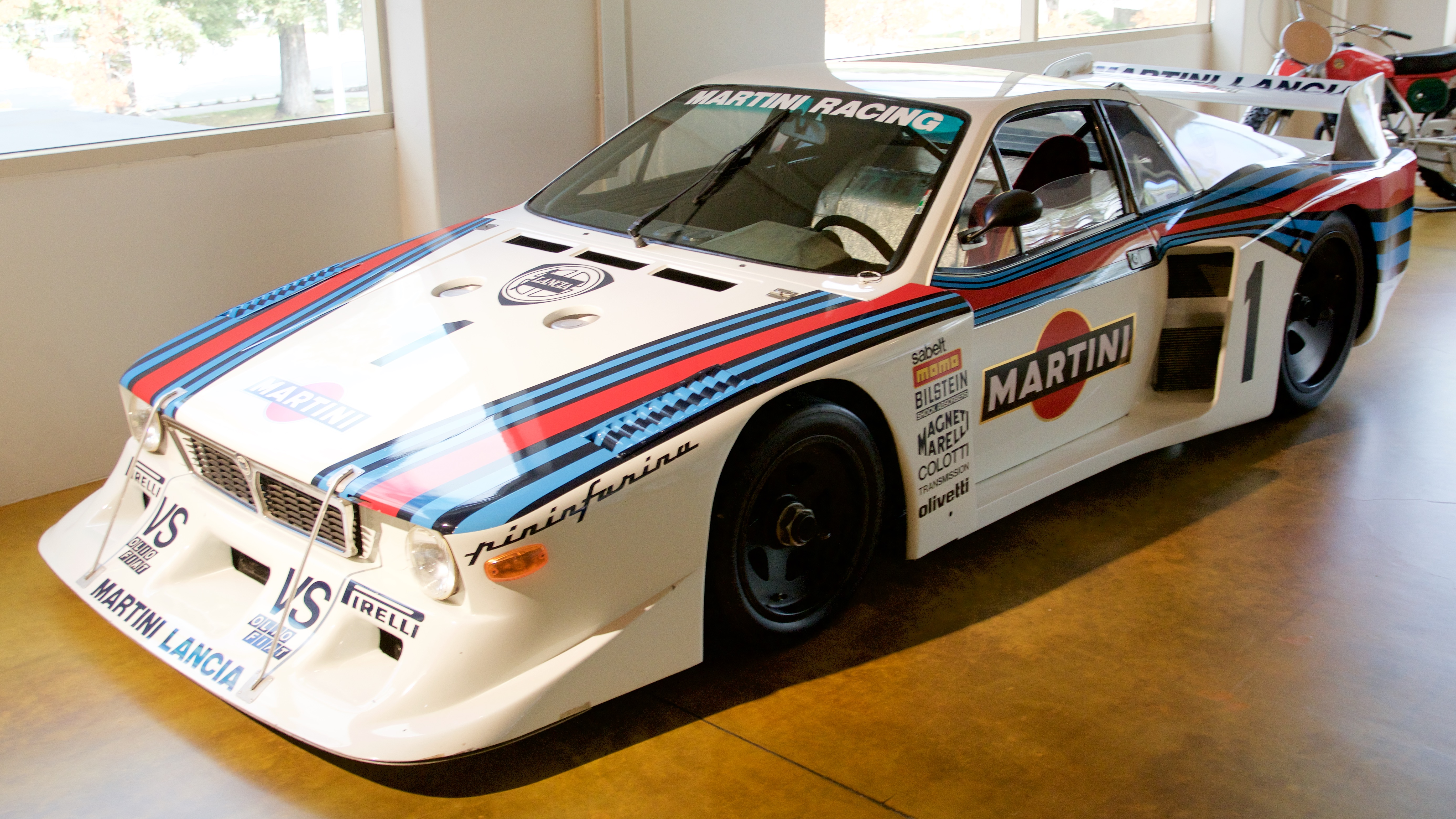
Lancia Beta Montecarlo Turbo con cambio Colotti

Tra gli anni 70 e 80 Gianpaolo Dallara chiese alla Colotti Trasmissioni di sviluppare e produrre una versione da corsa del cambio per la Lancia Montecarlo Turbo, che doveva essere omologata nel Gruppo 5. Dotato di un nuovo differenziale a slittamento limitato a chiamato Duo-Block; la vettura vinse il Campionato del mondo di endurance nel 1980 e nel 1981.
La Colotti Trasmissioni era attiva anche nelle competizioni rallistiche sviluppando un nuovo tipo di differenziale centrale a slittamento limitato per vetture a quattro ruote motrici. Questo dispositivo di ripartizione della coppia è brevettato come Split-Diff.